# Parque Benjamin
El Parque Benjamin (en inglés: Benjamin Park) es un recinto deportivo de usos múltiples en Portsmouth en el norte de la isla caribeña de Dominica en las Antillas Menores. Actualmente se utiliza sobre todo para los partidos de críquet, fútbol y para la práctica de deportes como el atletismo. Su partidos de fútbol son habitualmente realizados por el Harlem United FC. El estadio tiene capacidad para 1000 espectadores.